# Saint Johns, Arizona
St. Johns je grad u američkoj saveznoj državi Arizona. Prema popisu stanovništva iz 2010. u njemu je živjelo 3,480 stanovnika.